# San Francisco en oración (Zurbarán)
San Francisco en oración, o San Francisco "Hamlet" —según Odile Delenda— es un lienzo de Francisco de Zurbarán, que consta con la referencia 267 en el catálogo razonado realizado por esta autora, especializada en la obra de Zurbarán.

## Introducción
Francisco de Asís fundó en 1209. la primera orden de san Francisco, origen de las tres órdenes franciscanas, cuyo hábito religioso es similar, pero no igual. San Francisco fue —en diversas variantes— el santo que más veces pintó Zurbarán, quien debió atenerse en cada obra a las indicaciones de sus clientes, representando el hábito del santo según sus preferencias. En el presente lienzo, Francisco lleva el hábito de los hermanos menores descalzos, tal vez sus comitentes.

## Análisis de la obra

### Datos técnicos y registrales
- Madrid, Museo del Prado; N º. de inventario P008207;[3]
- Pintura al óleo sobre lienzo;
- Medidas: 127 x 97 cm según Delenda; (126 x 97,1 cm según el Museo del Prado)
- Fecha de realización: 1659;
- Firmado y fechado ángulo inferior derecho en una cartela: Franco de zurbarán/.1659;[4]
- Consta con la referencia 267 en el catálogo de O. Delenda, y con el número 484 por Tiziana Frati.[5]

### Descripción de la obra
Este lienzo pertenece a la etapa final del artista, que se había trasladado definitivamente desde Sevilla a Madrid. En este período, el tenebrismo de sus obras anteriores había sido remplazado por un estilo más refinado, y presenta una de sus actitudes más logradas, ilustrando con gran naturalidad el diálogo de un santo con Dios. La postura flexible de Francisco, la elegancia de su mano derecha en el pecho, la dulce expresión de su rostro —sin rastros de la edad ni del ascetismo— indican que los clientes querían un retrato espiritualizado, lejos de la austeridad de anteriores versiones. El santo aparece arrodillado delante de una gran roca, sobre la cual hay un cráneo, un libro y un pequeño crucifijo, que componen una naturaleza muerta de gran calidad.
La figura está modelada con un hábil esfumado. Mientras que su mano izquierda sostiene el cráneo —símbolo de mortalidad— la postura de su mano derecha implica interioridad espiritual, Aunque dirige sus ojos hacia lo alto, su bello rostro —resuelto con hábiles toques de luz— evoca una vida dedicada a la oración, predicación y penitencia, pero sin mostrar un arrebato místico. Tanto los objetos sobre la roca, el cordón de san Francisco como la cartela con la firma del artista, están pintados con minucioso realismo. Iluminado por la luz del sol del atardecer, el colorido del paisaje del fondo armoniza con el celaje azul-grisáceo y con marrón del hábito del santo. A la izquierda aparece una ermita que evoca las miserables cabañas donde Francisco gustaba de recluirse.

## Procedencia
1. Madrid, colección Ambrosio Serrano Beltrán antes de 1716 (?);
2. Donado en dote a su hija Mª Josefa Serrano (?);
3. Guadalajara, colección Urbina y Pimentel (?);
4. Madrid, colección Pablo Recio y Tello, antes de 1815;
5. Madrid, colección marqués de Astorga, conde de Altamira;
6. Madrid, colección Aureliano de Beruete, 1905; Bilbao, colección Félix Valdés ca 1945;
7. Comprado por Plácido Arango en 1983;[9]
8. Legado al Museo del Prado en 2015.[3]